# Болла, Бендегуз
Бе́ндегуз Бе́нче Бо́лла (венг. Bolla Bence Bendegúz; 22 ноября 1999, Секешфехервар, Венгрия) — венгерский футболист, защитник австрийского клуба «Рапид» и сборной Венгрии. Участник чемпионата Европы 2024.

## Клубная карьера
Болла — воспитанник клубов «Феникс Голд», МТК и «МОЛ Фехервар». 2 июня 2018 года в матче против «Диошдьёра» он дебютировал в чемпионате Венгрии в составе последнего. Летом того же года для получения игровой практики Болла на правах аренды перешёл в «Шиофок». 29 июля в матче против «Залаэгерсега» он дебютировал во Втором дивизионе Венгрии. 12 августа в поединке против «Вашаша» Бендегуз забил свой первый гол за «Шиофок».
В начале 2019 года Болла был арендован клубом «Залаэгерсег». 6 февраля в матче против «Дьёра» он дебютировал за новую команду. По итогам сезона Болла помог клубу выйти в элиту. 10 июня 2020 года в поединке против «Диошдьёра» Бендегуз забил свой первый гол за «Залаэгнрсег».
Летом 2020 года Болла вернулся в «Мол Фехервар». 15 апреля в поединке Кубка Венгрии против МТК Бендегуз забил свой первый гол за команду. Летом 2021 года Болла перешёл в английский «Вулверхэмптон Уондерерс», но для получения игровой практики сразу же был отдан в аренду в швейцарский «Грассхоппер». 25 июля в матче против «Базеля» он дебютировал в швейцарской Суперлиге. 26 сентября в поединке против «Сьона» Бендегуз забил свой первый гол за «Грассхоппер». 
Летом 2023 года Болла перешёл в «Серветт» на правах аренды. 3 сентября в матче против «Янг Бойз» он дебютировал за новую команду. 29 октября в поединке против «Люцерна» Бендегуз забил свой первый гол за «Серветт».
Летом 2024 года Болла перешёл в венский «Рапид».

## Международная карьера
В 2021 году Болла в составе молодёжной сборной Венгрии принял участие в молодёжном чемпионате Европы в Венгрии и Словении. На турнире он сыграл в матчах против команд Германии, Румынии и Нидерландов. В поединке против нидерландцев Бендегуз забил гол.
4 июня 2021 года в товарищеском матче против сборной Кипра Болла дебютировал за сборную Венгрии. В том же году Бендегуз принял участие в чемпионате Европы. На турнире он был запасным и на поле не вышел.
В 2024 году Болла принял участие в чемпионате Европы 2024 в Германии. На турнире он сыграл в матчах против сборных Германии, Швейцарии и Шотландии.